# Eugenia neofasciculata
Eugenia neofasciculata là một loài thực vật có hoa trong Họ Đào kim nương. Loài này được Bennet mô tả khoa học đầu tiên năm 1983.